# Antonio B. Won Pat International Airport
Antonio B. Won Pat International Airport (IATA: GUM, ICAO: PGUM), även känd som Guam International Airport, är en flygplats belägen i Tamuning och Barrigada, 4,8 km öster om huvudstaden Hagåtña i det amerikanska territoriet Guam.

## Destinationer
- Australien
  - Cairns
  - Brisbane

- Filippinerna
  - Manila

- Hongkong

- Indonesien
  - Bali

- Japan
  - Fukuoka
  - Hiroshima
  - Kadena
  - Kansai
  - Matsuyama
  - Nagoya
  - Narita
  - Okayama
  - Sapporo
  - Sendai
  - Takamatsu
  - Tokyo-Haneda flygplats

- Mikronesiens federerade stater
  - Chuuk
  - Kosrae
  - Pohnpei
  - Yap

- Nordmarianerna
  - Rota
  - Saipan

- Palau

- Sydkorea
  - Incheon

- Taiwan
  - Taipei

- USA
  - Honolulu
  - Los Angeles